# Крейг, Дэниел
Дэ́ниел Ро́утон Крейг (англ. Daniel Wroughton Craig; род. 2 марта 1968, Честер, графство Чешир, Великобритания) — британский актёр и продюсер, наиболее известен по роли Джеймса Бонда.

## Биография
Дэниел Крейг родился 2 марта 1968 года в Честере, Англия. Отец — Тимоти Джон Крейг, мать — учитель рисования Оливия Кэрол Уильямс. После развода родителей Дэниел и его старшая сестра Леа остались жить с матерью, переехав сначала в Ливерпуль, а затем в Хойлэйк, где его отчимом стал Макс Блонд, известный художник. Таким образом, Дэниел рано окунулся в богемную среду, с шестилетнего возраста он занимался музыкой. Кроме того, во время учёбы в старших классах он играл в команде регби Hoylake Rugby Club.
В 16 лет Крейг переехал в Лондон, где поступил в Национальный молодёжный театр. Актёрскую карьеру он начал в 1992 году с небольших фильмов и сериалов для британского телевидения, и ряд ролей принёс актёру некоторую известность, например, лейтенанта Берри в фильме "Орел Шарпа" с Шоном Бином (фильм снят в Крыму). В международном масштабе публика познакомилась с будущим исполнителем роли Джеймса Бонда в фильме «Лара Крофт: расхитительница гробниц» (2001), где Крейг играл роль соперника Анджелины Джоли — Алекса Уэста. Позже Крейг снялся в целом ряде довольно заметных фильмов, среди которых гангстерская драма обладателя премии «Оскар» Сэма Мендеса «Проклятый путь», фильм-биография поэтессы Сильвии Плат «Сильвия» с Гвинет Пэлтроу, а также нашумевший политический триллер Стивена Спилберга «Мюнхен», где актёр сыграл агента Моссада.
Ролью, принёсшей Крейгу широкую известность, стала роль агента 007 Джеймса Бонда в фильме «Казино „Рояль“»: после очень длительного кастинга на эту жанрообразующую роль продюсеры сериала выбрали именно Дэниела Крейга. 17 ноября 2006 года состоялась премьера «Казино „Рояль“»; также он снялся в последующей картине бондианы «Квант милосердия», вышедшей на экраны в 2008 году, и в 23-м фильме — «007: Координаты „Скайфолл“», премьера которого состоялась в октябре 2012 года. Сначала у Крейга был контракт на четыре фильма о Джеймсе Бонде, но в 2012 году он продлил его до пяти. В 2015 году вышла новая часть бондианы — «007: Спектр». В 2011 году он снялся в детективном триллере «Девушка с татуировкой дракона» по одноимённой книге шведского писателя Стига Ларссона, партнёршей Крейга по фильму стала американская киноактриса Руни Мара. Фильм имел большой успех у зрителей и критиков, и Крейг подписался на съёмки в двух продолжениях по остальным книгам трилогии «Миллениум».
Осенью 2021 года, после нескольких переносов даты премьеры, в широкий прокат вышел пятый фильм Бондианы с участием Крейга — «Не время умирать», который снял американец Кэри Фукунага. Это было последнее для актёра появление в роли Бонда.
Из других заметных проектов с участием актёра можно выделить «Вторжение»: фантастический фильм ужасов известного немецкого режиссёра Оливера Хиршбигеля с участием Николь Кидман, а также «Дурная слава», где наряду с Крейгом можно увидеть таких актрис, как Сандра Буллок, Сигурни Уивер, Гвинет Пэлтроу, Изабелла Росселлини. Ещё одним коммерческим успехом стал фильм 2019 года «Достать ножи», где Крейг сыграл частного детектива, расследующего убийство. В 2022 году вышло также продолжение фильма.

## Личная жизнь
В 1992—1994 годах Крейг был женат на актрисе Фионе Лаудон, от которой у него есть дочь Элла.
С 1997 по 2004 год Крейг встречался с немецкой актрисой Хайке Макач, а в 2005—2010 годах — с кинопродюсером Сацуки Митчелл.
22 июня 2011 года в Нью-Йорке Крейг тайно сочетался браком с актрисой Рэйчел Вайс, с которой он начал встречаться в декабре 2010 года. В числе гостей на свадьбе присутствовали лишь четыре человека, включая дочь Крейга и сына Вайс. 1 сентября 2018 года стало известно, что у пары родилась дочь.
Крейг — профессиональный игрок в регби. Он является болельщиком английского футбольного клуба «Ливерпуль».
В феврале 2018 года Крейг выставил на аукцион личный Aston Martin Vanquish с серийным номером 007. Вырученные деньги были направлены на благотворительность.

## Фильмография
| Год  |    | Русское название                                     | Оригинальное название                                           | Роль                              |
| ---- | -- | ---------------------------------------------------- | --------------------------------------------------------------- | --------------------------------- |
| 1992 | с  | Англо-саксонские отношения                           | Anglo Saxon Attitudes                                           | Гилберт Столксей                  |
| 1992 | с  | Бун                                                  | Boon                                                            | Джим Пархам                       |
| 1992 | с  | Ковингтон Кросс                                      | Covington Cross                                                 | Уэлквей Гуард                     |
| 1992 | с  | Приключения молодого Индианы Джонса: Война в пустыне | The Adventures of Young Indiana Jones: Daredevils of the Desert | Шиллер                            |
| 1992 | ф  | Сила личности                                        | The Power of One                                                | Япи Бота                          |
| 1993 | с  | Между строк                                          | Between the Lines                                               | Джо Ранс                          |
| 1993 | с  | Биение сердца                                        | Heartbeat                                                       | Питер Бегг                        |
| 1993 | с  | Зорро                                                | Zorro                                                           | Хидалго, лейтенант                |
| 1993 | тф | Чингис Хан                                           | Genghis Cohn                                                    | Гут, лейтенант                    |
| 1993 | тф | Орёл Шарпа                                           | Sharpe’s Eagle                                                  | лейтенант Берри                   |
| 1995 | ф  | Первый рыцарь при дворе короля Артура                | A Kid in King Arthur’s Court                                    | мастер Кейн                       |
| 1996 | с  | Наши друзья на Севере                                | Our Friends in the North                                        | Питер Бегг                        |
| 1996 | с  | Байки из склепа (сезон 7, эпизод Smoke Wrings)       | Tales from the Crypt                                            | Барри                             |
| 1996 | тф | Рассказать всё                                       | Kiss and Tell                                                   | Мэтт Карней                       |
| 1997 | с  | Голод                                                | The Hunger                                                      | Джерри Притчард                   |
| 1998 | ф  | Елизавета                                            | Elizabeth                                                       | Джон Баллард                      |
| 1998 | ф  | Любовь — это дьявол                                  | Love Is the Devil: Study for a Portrait of Francis Bacon        | Джордж Дайер                      |
| 1999 | тф | Ужастики: Гость                                      | Shockers: The Visitor                                           | Ричард                            |
| 1999 | ф  | В июле 1916: Битва на Сомме                          | The Trench                                                      | Телфорд Винтер, сержант           |
| 2000 | ф  | Отель Сплендид                                       | Hotel Splendide                                                 | Роналд Бланш, повар               |
| 2000 | ф  | Я мечтала об Африке                                  | I Dreamed of Africa                                             | Деклан Филдинг                    |
| 2000 | ф  | Голоса                                               | Some Voices                                                     | Рэй                               |
| 2001 | ф  | Лара Крофт: Расхитительница гробниц                  | Lara Croft: Tomb Raider                                         | Алекс Вест                        |
| 2001 | тф | Меч чести                                            | Sword of Honour                                                 | Гай Краучбэнк                     |
| 2002 | ф  | Проклятый путь                                       | Road to Perdition                                               | Коннор Руни                       |
| 2003 | ф  | Сильвия                                              | Sylvia                                                          | Тэд Хьюз                          |
| 2003 | ф  | Мать                                                 | The Mother                                                      | Даррен                            |
| 2004 | ф  | Испытание любовью                                    | Enduring Love                                                   | Джо                               |
| 2004 | ф  | Слоёный торт                                         | Layer Cake                                                      | XXXX                              |
| 2005 | ф  | Архангел                                             | Archangel (ТВ)                                                  | Келсо                             |
| 2005 | ф  | Мюнхен                                               | Munich                                                          | Стив                              |
| 2005 | ф  | Пиджак                                               | The Jacket                                                      | Руди Маккензи                     |
| 2005 | ф  | Без судьбы                                           | Fateless                                                        | американский солдат в Бухенвальде |
| 2006 | ф  | Казино «Рояль»                                       | Casino Royale                                                   | Джеймс Бонд                       |
| 2006 | ф  | Дурная слава                                         | Infamous                                                        | Перри Смит                        |
| 2006 | ф  | Ренессанс                                            | Renaissance                                                     | Barthe’le’my Karas (голос)        |
| 2007 | ф  | Золотой компас                                       | The Golden Compass                                              | лорд Азриэл                       |
| 2007 | ф  | Вторжение                                            | The Invasion                                                    | Бен Дрисколл                      |
| 2008 | ф  | Вызов                                                | Defiance                                                        | Тувья Бельский                    |
| 2008 | ф  | Воспоминания неудачника                              | Flashbacks of a Fool                                            | Джо Скот                          |
| 2008 | ф  | Квант милосердия                                     | Quantum of Solace                                               | Джеймс Бонд                       |
| 2011 | мф | Приключения Тинтина: Тайна единорога                 | The Adventures of Tintin: Secret of the Unicorn                 | Red Rackham (голос)               |
| 2011 | ф  | Ковбои против пришельцев                             | Cowboys & Aliens                                                | Джейк Лонерган                    |
| 2011 | ф  | Дом грёз                                             | Dream House                                                     | Уилл Эйтентон / Питер Уорд        |
| 2011 | ф  | Девушка с татуировкой дракона                        | The Girl with the Dragon Tattoo                                 | Микаэль Блумквист                 |
| 2012 | ф  | 007: Координаты «Скайфолл»                           | Skyfall                                                         | Джеймс Бонд                       |
| 2015 | ф  | 007: Спектр                                          | Spectre                                                         | Джеймс Бонд                       |
| 2015 | ф  | Звёздные войны: Пробуждение силы                     | Star Wars: The Force Awakens                                    | штурмовик FN-1824                 |
| 2017 | ф  | Удача Логана                                         | Logan Lucky                                                     | Джо Бэнг                          |
| 2017 | ф  | Лос-Анджелес в огне                                  | Kings                                                           | Oлли                              |
| 2019 | ф  | Достать ножи                                         | Knives Out                                                      | Бенуа Бланк                       |
| 2021 | ф  | Не время умирать                                     | No Time to Die                                                  | Джеймс Бонд                       |
| 2022 | ф  | Достать ножи: Стеклянная луковица                    | Glass Onion: A Knives Out Mystery                               | Бенуа Бланк                       |
| 2024 | ф  | Квир                                                 | Queer                                                           | Ли                                |
| 2025 | ф  | Достать ножи: Проснись, мертвец                      | Wake Up Dead Man: A Knives Out Mystery                          | Бенуа Бланк                       |
| 2026 | ф  | Хроники Нарнии: Племянник чародея                    | The Chronicles of Narnia: The Magician's Nephew                 | Эндрю Кеттерли                    |

## Награды и премии
- В январе 2022 года стал кавалером Ордена Святого Михаила и Святого Георгия (CMG) за заслуги перед кино и театром[9]. Такой же чести удостоился Джеймс Бонд в фильме «Из России с любовью»[10].